# Steinach (Rodach)
Die Steinach ist ein Fluss in Thüringen und Oberfranken mit knapp 54 km Länge. Sie ist ein rechter Zufluss der Rodach.

## Geographie

### Verlauf
Die Quelle des Flusses liegt im Thüringer Schiefergebirge bei Neuhaus am Rennweg. Die Steinach durchfließt ein schmales Tal in Südrichtung, in dem auch die Stadt Steinach liegt. Bei Sonneberg endet ihr klammartiges Tal. Es öffnet sich und geht in eine weite Wiesenlandschaft über; hier durchfließt sie auch Heubisch. Südlich von Sonneberg überschreitet sie die thüringisch-bayerische Landesgrenze. An ihrem Unterlauf stehen die Orte Mitwitz, Marktgraitz und zuletzt Redwitz, wo sie in die Rodach fließt, welche zwei Kilometer weiter in den Main mündet.

### Zuflüsse
Direkte und indirekte Zuflüsse
Direkte Zuflüsse von der Quelle zur Mündung.
- Alte Mutter (links), Neuhaus am Rennweg
- Lauscha (links), Lauscha
- Göritz (rechts), Steinheid
- Goldbach (rechts), Steinach
- Steinbächlein (rechts), Steinach
- Tröbach (links), Steinach
- Langer Bach (rechts), Steinach
- Seifertstiegel (links), Steinach
- Fichtelbach (rechts), Blechhammer
- Engnitz (links), Blechhammer
- Glasbach (links), Hüttensteinach
- Steinbach (links), Steinbach
- Dorfbach (rechts), Ebersdorf
- Lindenbach (links), Föritz-Heubisch
- Röthenbach (rechts), Fürth am Berg
- Wasunger Bach (rechts), Fürth am Berg
- Lindenbach (links), Wörlsdorf
- Weickenbach (rechts), Hassenberg
- Föritz (links), Mitwitz
- Bertholdbach (rechts), Mitwitz-Hof an der Steinach
- Rinnlesgraben (links), Leutendorf
- Krebsbach (links), Schneckenlohe-Beikheim
- Schleichersgraben (rechts), Schneckenlohe
- Hetzengraben (links, über den Steinach-Teilungsarm Mühlgraben), Redwitz an der Rodach-Mannsgereuth
- Brandgraben (rechts), Redwitz an der Rodach-Mannsgereuth

### Flusssystem Rodach
- Fließgewässer im Flusssystem Rodach

## Brücken

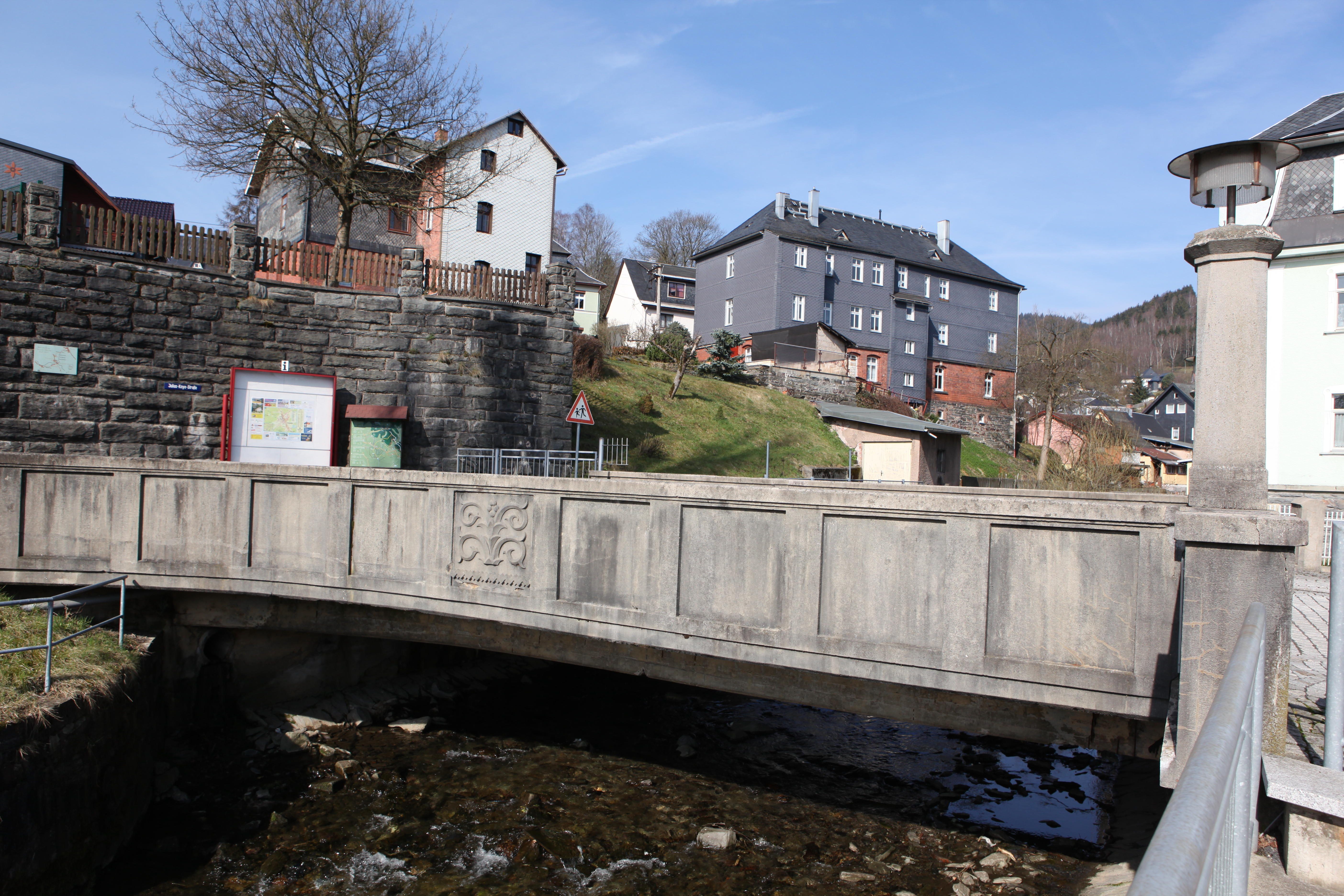
Steinachbrücke in Steinach
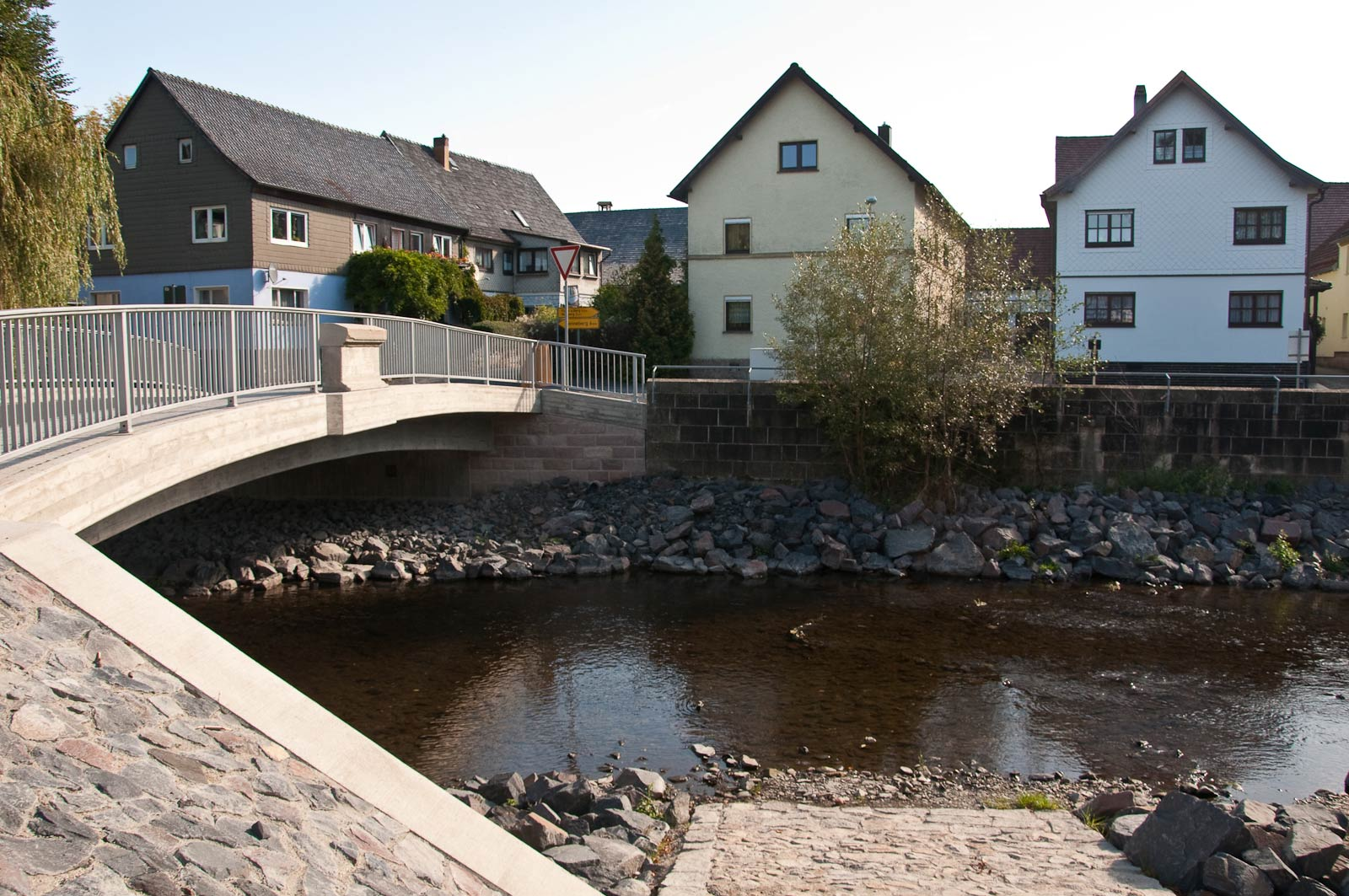
Steinachbrücke in Heubisch